# NorNed

NorNed na mapie

NorNed to podwodna linia kablowa wysokiego napięcia prądu stałego (HVDC) o długości 576 km  pomiędzy miejscowością Feda w Norwegii a portem Eemshaven w Holandii.
NorNed to najdłuższy podmorski kabel do przesyłu prądu elektrycznego na świecie. Linia została otwarta w 2008 r. i może przewodzić prąd mocy 700 MW przy napięciu ±450 kV. Projekt został zrealizowany za 600 mln euro wspólnie przez Statnett, norweskiego operatora systemu transmisyjnego i jego holenderskiego odpowiednika TenneT.